# فرانتس سیسار
فرانتس سیسار (متولد ۲۸ نوامبر ۱۹۰۸، تاریخ مرگ ناشناخته) یک فوتبالیست اتریشی بود که از ۱۹۲۶ تا ۱۹۳۸ به این حرفه ادامه داد. 

## باشگاه باشگاه
سیسار برای چندین باشگاه اتریشی قبل از رفتن به خارج از کشور بازی کرد. همچنین برای  FC Metz  در فرانسه بازی کرد. 

## حرفه‌ی بین‌المللی
مهمترین اتفاق برای این مدافع ،حضور در جام جهانی فوتبال ۱۹۳۴ به همراه تیم ملی فوتبال اتریش بود. 

## افتخارات
- جام حذفی اتریش (۱):
  - ۱۹۳۱